# نورا قدری
نورا قدری (انگلیسی: Noura Qadry؛ زادهٔ ۱۸ ژوئن ۱۹۵۴) هنرپیشه اهل مصر است. او فعالیت خود را در سینمای مصر در دهه ۱۹۷۰ آغاز کرد و تا زمان بازنشستگی در دهه ۱۹۹۰ به بازیگری پرداخت.